# Felipe de Rivera
Felipe de Rivera fue un escultor y posible pintor, activo en Salta en el Virreinato del Río de la Plata en la segunda mitad del siglo XVIII. Apenas se tienen datos de su biografía y de su obra. Se conocen de él dos esculturas autógrafas, una imagen de San Francisco de Asís en la iglesia homónima de Salta y la imagen del mismo santo conservada en el Museo de Arte Sacro de Santiago del Estero, firmada en la nuca y fechada en el año 1764. Una tercera imagen de San Francisco del convento de Santo Domingo de Córdoba, se le ha atribuido. Fechada en 1762 conserva deteriorada la firma en la nuca.
Por su estilo se vincula al escultor a la escuela andina en la que se percibe la influencia de la escuela sevillana.

### Otras obras atribuidas
- Imagen de San Pedro de Alcántara en el Convento de San Francisco en Salta.